# Романків
Рома́нків — село в Україні, в Обухівському районі Київської області. Населення становить 67 осіб.

## Розташування
Розташоване на південній границі міста Київ, за 10 км на південь від столиці. Село розташоване за 2 км на південь від Конча-Заспи.
Біля села розташований однойменний зупинний пункт, через який курсують електропоїзди у напрямку Києва та Миронівки.

## Історія
Засноване на початку XX століття. 

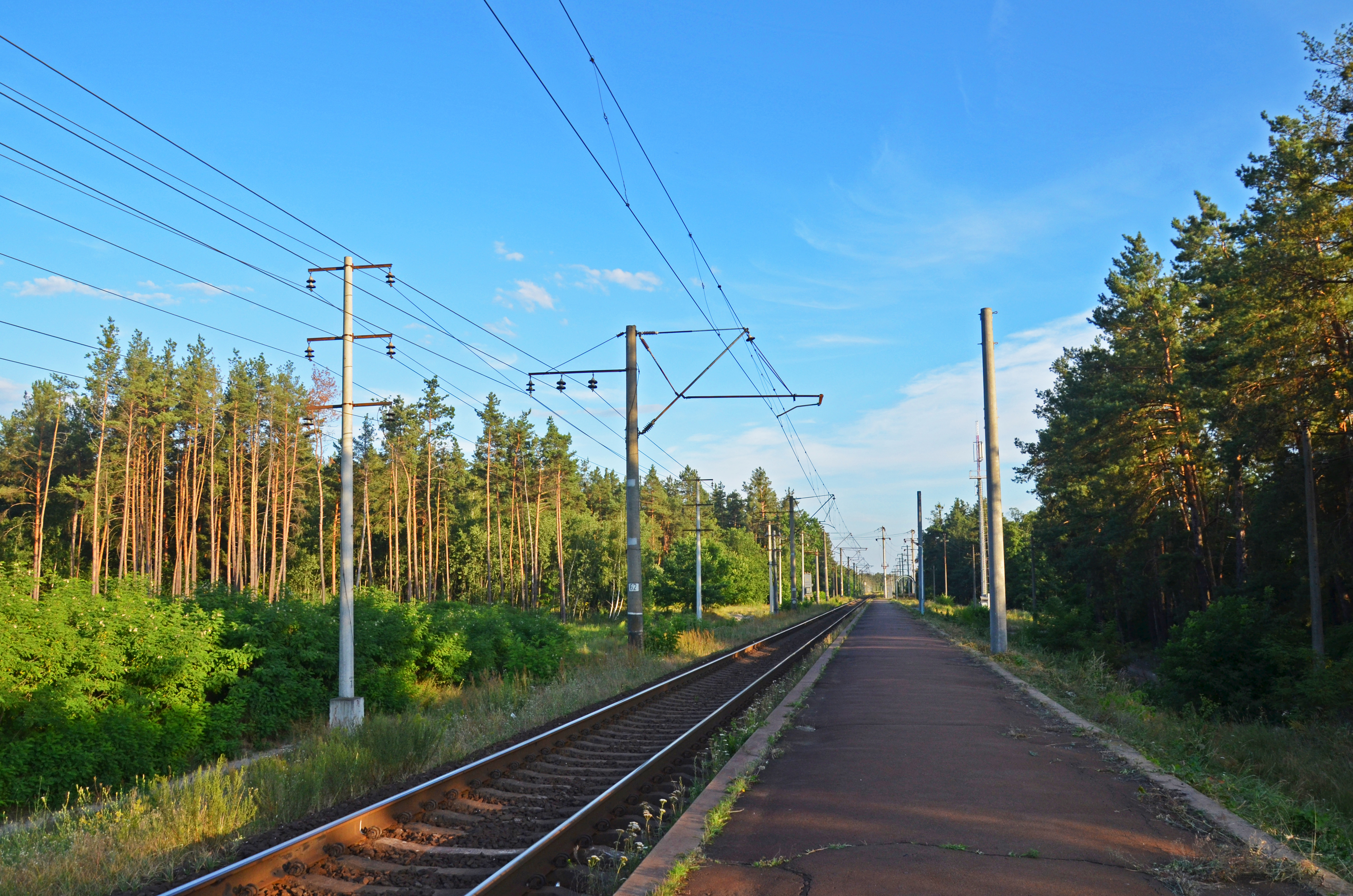
Зупинний пункт «Романків»

22 грудня 2018 року громада УПЦ (МП) церкви Собору Київських Святих перейшла до Православної церкви України.

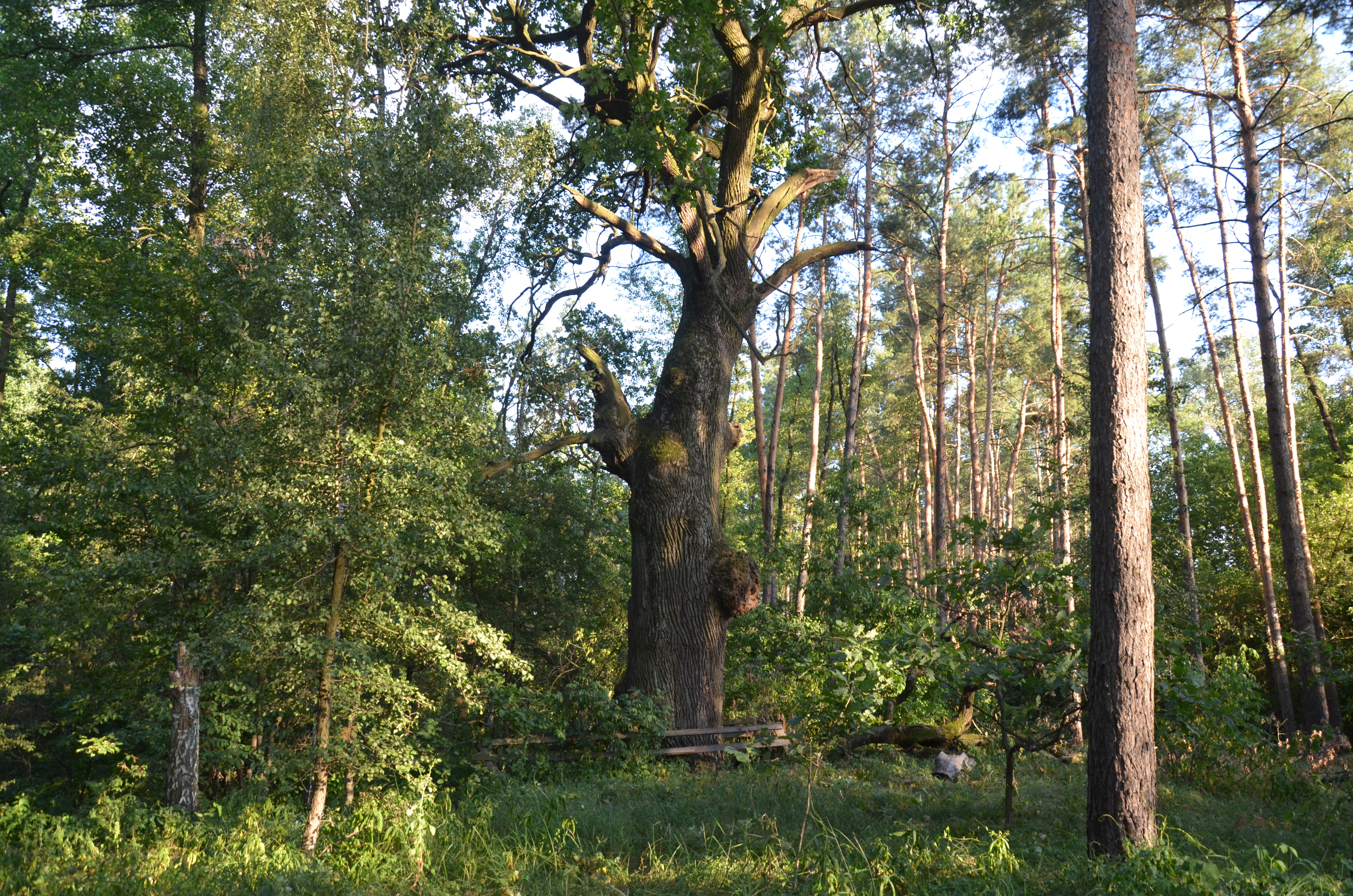
Вікові дерева дуба в лісі біля Романкова (0,6 км на північ від платформи «Романків»)

## Населення

### Мова
Розподіл населення за рідною мовою за даними перепису 2001 року:
| Мова            | Кількість | Відсоток |
| --------------- | --------- | -------- |
| українська      | 64        | 95.52%   |
| російська       | 2         | 2.99%    |
| інші/не вказали | 1         | 1.49%    |
| Усього          | 67        | 100%     |

## Котеджне містечко «Сонячна Долина»
Поблизу села розташоване елітне котеджне містечко «Сонячна Долина».
Із 124 котеджів 13 будинків належать Андрію Головачу, колишньому соратнику Януковича.